# Gerrhonotus farri
Gerrhonotus farri — вид ящірок з родини Веретільниць.

## Поширення
Населяє пустелі на північному сході Мексики у штаті Тамауліпас.